# St Andrews Harbour

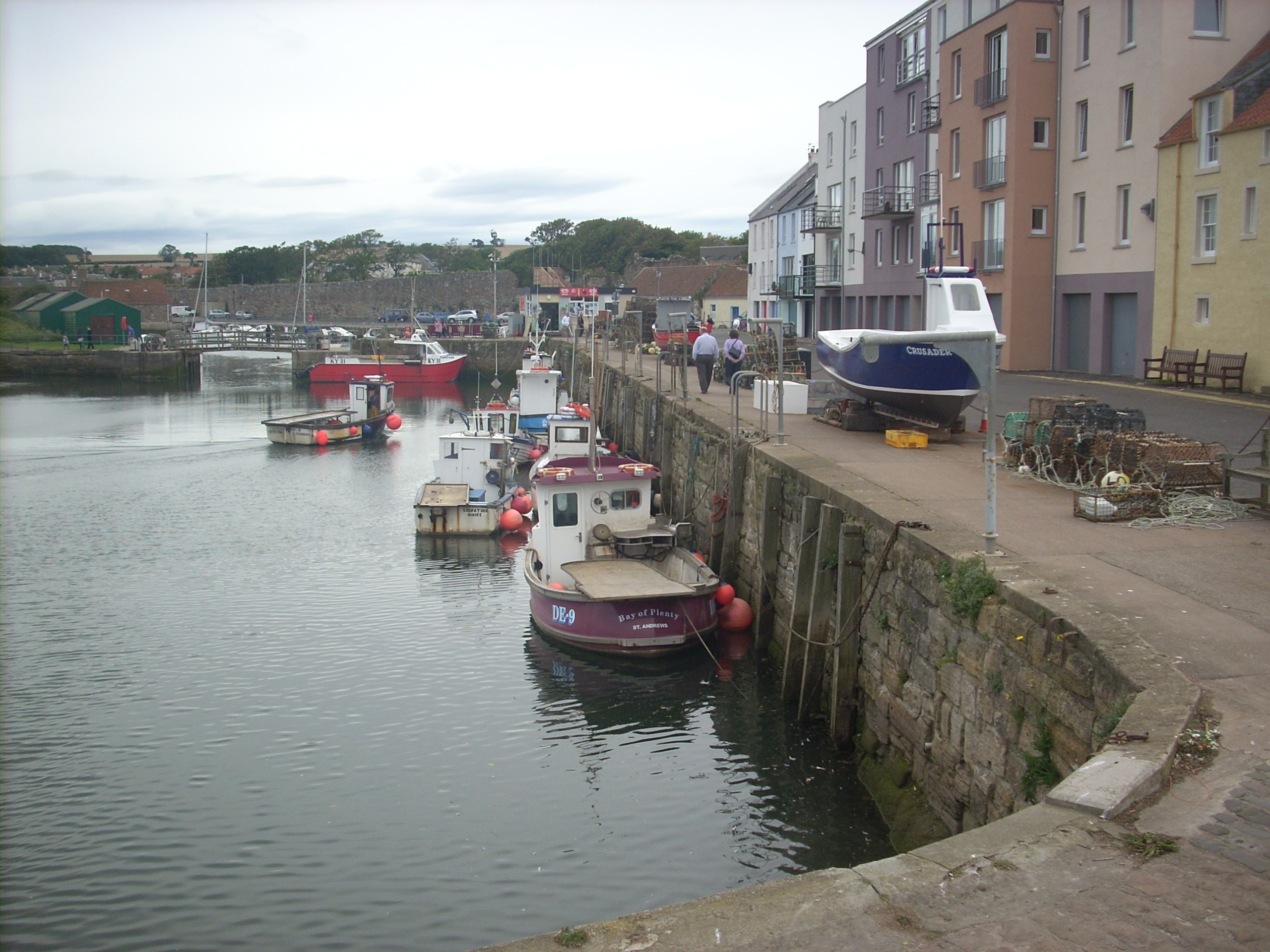
St Andrews Harbour

Der St Andrews Harbour ist der Hafen der schottischen Stadt St Andrews in der Council Area Fife. 1959 wurde das Bauwerk als Einzeldenkmal in die schottischen Denkmallisten in der höchsten Denkmalkategorie A aufgenommen.

## Geschichte
Früheste Belege für die Nutzung des geschützten Naturhafens an der Mündung des Kinness Burn stammen aus dem Jahre 1222. Die ursprünglich hölzerne Anlage wurde im Jahre 1559 in Stein neu gebaut. Die hölzernen Piere blieben jedoch zunächst bestehen. Nachdem sie in Stürmen 1573, 1579 und 1613 beschädigt wurden, wurden sie in 1656 ebenfalls in Stein gebaut. Das Steinmaterial stammte teilweise von dem verfallenden St Andrews Castle. Aus den Aufzeichnungen des Burghs sind im Laufe der Jahre zahlreiche Probleme und Beschädigungen ersichtlich. Außerdem wurden die Piere teilweise neu aufgebaut und erweitert. Die gesamte Hafenanlage wurde im Jahre 1816 als Ruine beschrieben. Im Jahre 1820 wurde das innere Becken fertiggestellt. Die zahlreichen, auch späteren, Bauphasen sind anhand des Mauerwerks ablesbar.

## Beschreibung
Der Nordseehafen liegt jenseits einer Düne, die ihn von dem schmalen Sandstrand entlang der felsigen Küste trennt, und zieht sich dabei entlang der Mündung des Kinness Burns. Zum Schutz des Hafens verlängert ein befestigter, 70 m langer und sieben Meter breiter Pier die Düne. Den nördlichen Abschluss bildet ein 268 m langer, in östlicher Richtung verlaufender Pier. Er ist ebenfalls sieben Meter breit. Der Hafen mit ausgemauertem Kai ist in zwei Becken gegliedert. Eine Brücke überspannt die 15,2 m weite Durchfahrt.